# Simena kastrona
Simena kastrona är en fjärilsart som beskrevs av Warren. Simena kastrona ingår i släktet Simena och familjen mätare. Inga underarter finns listade i Catalogue of Life.